# Paiporta
Paiporta è un comune spagnolo situato nella comunità autonoma Valenciana.

## Geografia fisica
La cittadina è situata in una zona pianeggiante circa 5 chilometri a sudovest del centro di Valencia, da cui la separa il fiume Turia.

## Storia
Il nome originario di Paiporta era Sant Jordi, che ne fa presupporre la fondazione al tempo della conquista di Valencia da parte di Giacomo I d'Aragona, avvenuta nella prima metà del XIII secolo.
Dall'anno 1960, a causa della imponente urbanizzazione del territorio, e del massiccio fenomeno migratorio dal Nordafrica nonché dai paesi del Sud America, ha subito un esponenziale aumento demografico.

## Economia
Oltre alla produzione agricola sono sviluppati i settori industriali della lavorazione del legno, prodotti tessili e giocattoli.

## Figli illustri
- Vicent Doménech el Palleter (1783-?), che guidò la rivolta popolare contro l'occupazione francese nel 1808.
- Josep Lluís Bausset Ciscar (1910-2012), insegnante, attivista culturale e politico.
- Rosa Serrano i Llàcer (1945), scrittrice valenciana per bambini, traduttrice ed editrice.

## Amministrazione

### Gemellaggi
- Soliera